# Турция на «Евровидении-1996»
Турция приняла участие в сорок первом выпуске телевизионного конкурса  Евровидение-1996, который проходил 18 мая в Спектруме Осло, Норвегия. Страну представляла певица Шебнем Пакер с песней Beşinci Mevsim ("Пятое время года"), написанной композитором Левентом Чокером, с которым Пакер сотрудничала в конце 1990-х годов, на слова Селмы Чухакы. По итогам голосования песня заняла 12-е место, набрав 57 очков. Этот результат позволил Турции принять участие на Евровидение-1997. Таким образом, Beşinci Mevsim стала предшественницей турецкой заявки на конкурсе 1997 года Dinle, также исполненной Шебнем Пакер при поддержке Grup Etnik. Конкурс был показан на телеканале TRT 1 с комментариями Омера Ондера. Глашатаем, объявлявшим очки турецкого жюри, был Бюлент Озверен.

## До «Евровидения»

### 19. Eurovision Şarkı Yarışması Türkiye Finali
Начиная с момента дебюта Турции на Евровидение-1975 Турецкое телевидение (TRT) проводило национальный отбор под названием Eurovision Şarkı Yarışması Türkiye Finali. Для выбора заявки на конкурс 1996 года вещатель снова применил этот принцип отбора. 19. Eurovision Şarkı Yarışması Türkiye Finali состоялся 17 февраля 1996 года в телестудии TRT в Анкаре. Ведущим был Бюлент Озверен. Десять песен приняло участие в отборе, а победитель был определён путём голосов членов жюри. По итогам голосования жюри объявило только тройку лидеров.
| Порядок выступления | Исполнитель                   | Название песни     | Место |
| ------------------- | ----------------------------- | ------------------ | ----- |
| 1                   | Семих Байрактар               | Yoruldu Düşlerim   | —     |
| 2                   | Суави                         | Dön Gel Artık Bana | —     |
| 3                   | Суат Йылдырым и Зейнеп Пойраз | Sevgiyle           | —     |
| 4                   | Чошкун Демир                  | Hep Bir Yarın Var  | —     |
| 5                   | Шебнем Пакер                  | Beşinci Mevsim     | 1     |
| 6                   | Седат Юдже                    | Vazgeç             | 3     |
| 7                   | Пынар Каракоч и Тюзмен        | Var mısın Söyle    | 2     |
| 8                   | Нурсель Муцу                  | Masal              | —     |
| 9                   | Шебнем Ошсаран                | Poyraz             | —     |
| 10                  | Тюзмен                        | Bilirsin ya        | —     |

### Аудиоквалификация
В начале 1996 года было анонсировано, что Европейским вещательным союзом введено новое правило о квалификации стран-участниц. Все желающие принять участие на Евровидение-1996 должны были разослать через членов жюри аудиокассеты с записанными песнями. Всего поступило 29 кассет, а жюри должно было определить 22 из них на участие в финальном концерте в Осло. От рассылки своей заявки была освобождена Норвегия, как принимающая Евровидение-1996 страна. Данный аудиоотбор проходил 20-21 марта 1996 года и не имел трансляции по радио и/или ТВ. По итогам прослушивания Турция заняла седьмое место в отборе, набрав 69 очков, что позволило им принять участие в конкурсе. 12 очков турецкое жюри присудило Великобритании. Турция и Россия во время аудиоквалификации не присудили друг другу ни одного очка.

## На «Евровидении»
После того, как был опубликован окончательный список из 23 стран-участниц, была проведена жеребьёвка, распределившая порядок их выступлений. Шебнем Пакер выпала честь открывать своим выступлением Евровидение-1996, сразу перед Великобританией. Столь нетипичное французское звучание резко контрастировало с другими турецкими заявками, выдержанными в более традиционном русле. По итогам голосования песня заняла 12-е место, набрав 57 очков. Этот результат позволил Турции принять участие на Евровидение-1997. 12 очков турецкое жюри присудило Ирландии.

### Голосование
| Очки      | Страна                                           |
| --------- | ------------------------------------------------ |
| 12 баллов |                                                  |
| 10 баллов | - Испания - Швейцария                            |
| 8 баллов  | - Босния и Герцеговина - Польша                  |
| 7 баллов  | - Мальта                                         |
| 6 баллов  | - Финляндия                                      |
| 5 баллов  |                                                  |
| 4 балла   | - Великобритания - Израиль - Исландия - Хорватия |
| 3 балла   | - Швеция                                         |
| 2 балла   |                                                  |
| 1 балл    | - Португалия                                     |

| Очки      | Страна         |
| --------- | -------------- |
| 12 баллов | Великобритания |
| 10 баллов | Ирландия       |
| 8 баллов  | Швеция         |
| 7 баллов  | Мальта         |
| 6 баллов  | Швейцария      |
| 5 баллов  | Израиль        |
| 4 балла   | Испания        |
| 3 балла   | Франция        |
| 2 балла   | Бельгия        |
| 1 балл    | Португалия     |

| Очки      | Страна                                       |
| --------- | -------------------------------------------- |
| 12 баллов |                                              |
| 10 баллов | - Мальта                                     |
| 8 баллов  | - Испания                                    |
| 7 баллов  | - Нидерланды                                 |
| 6 баллов  | - Великобритания - Швейцария                 |
| 5 баллов  | - Бельгия - Босния и Герцеговина - Финляндия |
| 4 балла   | - Франция                                    |
| 3 балла   |                                              |
| 2 балла   |                                              |
| 1 балл    | - Хорватия                                   |

| Очки      | Страна               |
| --------- | -------------------- |
| 12 баллов | Ирландия             |
| 10 баллов | Мальта               |
| 8 баллов  | Хорватия             |
| 7 баллов  | Польша               |
| 6 баллов  | Босния и Герцеговина |
| 5 баллов  | Португалия           |
| 4 балла   | Австрия              |
| 3 балла   | Великобритания       |
| 2 балла   | Норвегия             |
| 1 балл    | Нидерланды           |